# 徹恩霍爾峰
61°27′8″N 8°39′17″E / 61.45222°N 8.65472°E

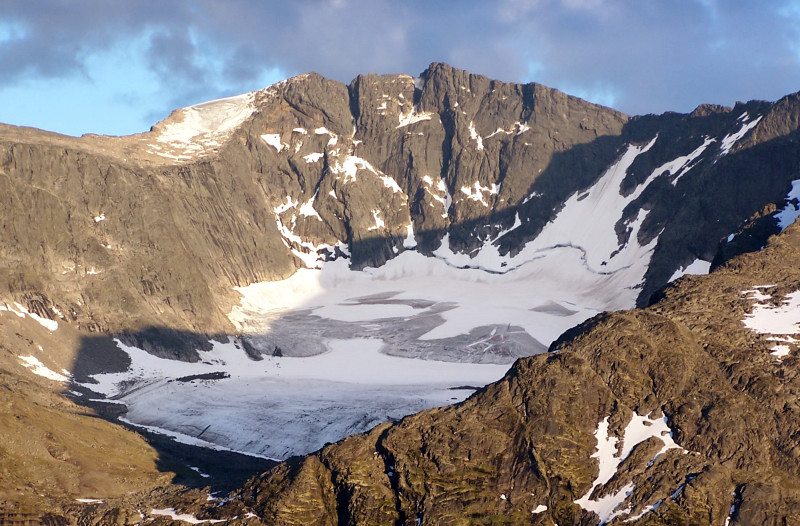

徹恩霍爾峰是挪威的山峰，位於該國東南部內陸郡，處於沃戈，屬於尤通黑門山脈的一部分，海拔高度2,331米，人類在1843年7月28日首次登頂。